# Alan Birkinshaw
Alan Birkinshaw est un réalisateur et scénariste néo-zélandais né le 15 juin 1944 à Auckland (Nouvelle-Zélande).

## Filmographie

### Comme réalisateur
- 1974 : Le Maniaque sexuel (Confessions of a Sex Maniac ou The Man Who Couldn't Get Enough)
- 1978 : Sanglant Voyage scolaire (Killer's Moon)
- 1980 : Dead End, court métrage
- 1982 : Les Aventuriers de l'or perdu (Horror Safari)
- 1983 : The Best of Gilbert and Sullivan, documentaire
- 1983 : An Orchestral Tribute to the Beatles, documentaire
- 1984 : Témoin indésirable  (Ordeal by Innocence), coréalisé avec Desmond Davis
- 1989 : La Maison des Usher (The House of Usher)
- 1989 : Ten Little Indians
- 1989 : Masque of the Red Death (en)
- 1992 : Zorc, série télévisée (2 épisodes)
- 1994 : Punch
- 1994 : Die Unbestechliche, série télévisée
- 1994-1995 : Space Precinct, série télévisée (4 épisodes)

### Comme scénariste
- 1974 : Le Maniaque sexuel (Confessions of a Sex Maniac ou The Man Who Couldn't Get Enough)
- 1978 : Sanglant Voyage scolaire (Killer's Moon)
- 1980 : Dead End, court métrage
- 1982 : Les Aventuriers de l'or perdu (Horror Safari)
- 1984 : Don't Open Till Christmas (en) d'Edmund Purdom